# Antirrhea archaea
Antirrhea archaea es una especie de lepidóptero ditrisio de la familia Nymphalidae y del género Antirrhea, siendo de este su especie tipo. Habita en regiones selváticas de Sudamérica.

## Taxonomía y características
Antirrhea archaea fue descrita originalmente en el año 1822 por el entomólogo alemán Jakob Hübner. 
Esta especie mide en promedio 3,6 mm de largo y 6,1 mm de envergadura.
Dorsalmente es de coloración general pardusca, dorsalmente muestra una serie de ocelos oscuros, rodeados de una aureola canela, próximos a los bordes externos de las alas; dichas marcas son más destacadas y contrastadas en las alas anteriores, presentando en el centro de los ocelos un “ojo” blanco-celeste.
Ventralmente es similar, pero de tonos más canelas y con los ocelos muchísimo más difuminados.

## Distribución geográfica
Antirrhea archaea se distribuye en selvas  de Sudamérica, especialmente en el este del Brasil, el este del Paraguay, y en la Argentina donde se encuentra en el extremo nordeste del país, en el norte de la mesopotamia, siendo registrada en la provincia de Misiones, en un área protegida sobre el río Iguazú, la reserva privada Yacutinga, sin lograrse aún detectar en el cercano parque nacional Iguazú.

## Costumbres
Antirrhea archaea es una mariposa grande, llamativa, de vuelo poderoso, lento, ondulante, a baja o media altura, con habituales planeos y bruscos aleteos, generalmente recorriendo senderos en sectores umbríos y húmedos de las selvas donde habita. Se posa sobre frutos fermentados que caen al piso, o sobre excrementos. Al ser asustada se aleja de la amenaza hacia sectores densos volando rápida y erráticamente para desorientar a la fuente de peligro, aumentando la celada posándose de repente para quedar totalmente quieta y con las alas cerradas, confiando en su mimetismo alar ventral.